# The Hot Spot
The Hot Spot är en amerikansk romantisk thrillerfilm, från 1990 i regi av Dennis Hopper med Don Johnson i huvudrollen som Harry Madox som besöker en liten stad i Texas. Där hamnar han i klammeri med den lokala rättvisan efter ett bankrån. Samtidigt dyker en mystisk och vacker kvinna upp och skapar andra problem. Filmen hade Sverigepremiär den 14 juni 1991 och baseras på romanen Hell hath no fury av Charles Williams 1953.